# Homenaje al Ballet Nacional
El Homenaje al Ballet Nacional es una escultura ubicada en la Plaza Lavalle, en el barrio de San Nicolás en la Ciudad de Buenos Aires, Argentina.
La estatua fue realizada por Carlos de la Cárcova y la fuente, que incluye un sistema de aguas danzantes, fue realizada por el arquitecto Ezequiel Cerrato.

## Simbolización de la obra
La obra fue realizada para representar a los bailarines Norma Fontenla y José Neglia y fue realizada en memoria de los nueve integrantes del Ballet Estable del Teatro Colón que murieron en el accidente aéreo de 10 de octubre de 1971 cuando se dirigían a la ciudad de Trelew para presentarse en el Teatro Español: Norma Fontenla, José Neglia, Rubén Estanga, Marta Raspanti, Margarita Fernández, Carlos Santamarina, Antonio Zambrana, Carlos Schiafino y Sara Boschovsky.